# Action Force II
Action Force II, anche sottotitolato Action Force II: International Heroes, è un videogioco sparatutto pubblicato nel 1988 per ZX Spectrum dalla Virgin Games. È basato sulla linea di giocattoli G.I. Joe: A Real American Hero, anche nota come Action Force nel Regno Unito. Nei panni di un cecchino, si controlla un mirino e si deve difendere un agente alleato mentre attraversa a piedi uno scenario a piattaforme.
È l'unico seguito di Action Force (1987).
A differenza del predecessore, fu accolto molto bene dalla critica.